# Конвой SC 2
Конвой SC 2 (англ. Convoy SC 2) — конвой транспортних і допоміжних суден у кількості 54 одиниць, який у супроводженні дев'яти кораблів ескорту прямував від канадського Сіднея (від острову Кейп-Бретон) до Ліверпуля та інших морських портів Британії. Конвой був одним з системи великих транспортних конвоїв, що рушили Атлантикою під кодом SC (повільний конвой — англ. Slow Convoy) і вийшов від берегів Канади 25 серпня 1940 року.

## Історія

### Передумови
Конвой SC 2 складався із 54 суден, які 25 серпня 1940 року вийшли із Сіднея, Кейп-Бретон у Новій Шотландії до Ліверпуля. Транспортний конвой очолював комодор Е. К. Боддам-Вітхем на судні SS Harpoon і перевозив військові матеріали на Британські острови.
На маршруті руху через Атлантику SC 2 супроводжував довоєнний шлюп «Скарборо», який раніше використовувався як гідрографічне судно. На цьому етапі кампанії в Атлантиці захист від нападу німецьких підводних човнів міг бути забезпечений лише в радіусі досягнення Командування Західних підходів; океанський ескорт, у даному випадку шлюп, але зазвичай озброєний торговельний крейсер, був наданий для певного захисту від надводних рейдерів.
Британсько-канадському конвою SC 2 протистояла патрульна лінія з трьох підводних човнів, розташованих на межі досяжності, щоб перехоплювати конвої, що прямували на схід, до того, як до них надходив ескорт Командування Західних підходів.
Німецьке командування підводних сил (BdU) було проінформовано про проходження SC 2 від B-Dienst, німецького підрозділу радіозв'язку, який зламав коди Королівського флоту. У BdU доступними було лише п'ять підводних човнів, які перебували в цьому районі Атлантики. Тому U-47 отримав наказ перехопити конвой противника та стежити за ним, доки інші човни рухалися за його вказівками. Один з них, U-124 перебував на чергуванні, відстежуючи прогноз погоди; в той час як U-28 бракувало палива і він не міг прямувати далі на захід. Ще дві, U-65 і U-101, рушили на захід, щоб приєднатися ударної групи.
U-47 попрямувала на захід, щоб знайти SC 2; по дорозі Гюнтер Прін зустрів конвой OB 207, який атакував 3 вересня, потопивши вантажне судно.
4 вересня три підводні човни вийшли на лінію перехоплення по 20-му меридіану західній довготі, на краю Західних підходів.

### Атака на конвой
6 вересня 1940 року U-65 помітив конвой і сповістив про ворога BdU та інші човни, але в бурхливому морі німецька субмарина не змогла атакувати. U-101 вибув із погоні через несправність двигуна, залишивши лише U-47.
Вранці 7 вересня U-47 здійснив серію атак і зумів потопити три судна: вантажні «Нептуніан», «Хосе де Ларрінага» та норвезьке «Гру».
Того ж дня до SC 2 вийшов ескорт Західних підходів із 2 есмінців, шлюпа, корвета та 2 траулерів, які прибули з інших завдань у різний час протягом дня. Як це було звичайним явищем на цьому етапі кампанії, ці сили були спеціальними формуваннями, які не мали досвіду спільної роботи чи взаємодії. Командування здійснювалося присутнім старшим офіцером і могло змінюватися з кожним новим прибуттям.
U-47 продовжував стежити за суднами конвою, але не зміг провести подальші атаки до ночі з 8 на 9 вересня, коли він потопив грецьке вантажне судно «Посідон» на захід від Гебридських островів. Перед світанком 9 вересня U-28 також вийшов на конвой і атакував, потопивши «Мардініан».
На цьому напади на SC 2 припинилися; німецька «вовча зграя» потопила п'ять суден без втрат і пошкоджень. Пізніше того ж дня конвой зустрів свій місцевий ескорт і, увійшовши до Північного каналу, без подальших втрат прибув до Ліверпуля 10 вересня 1940 року.

## Кораблі та судна конвою SC 2[1]

### Транспортні судна
Позначення
| Назва                    | Прапор              | Тоннаж (GRT) | Прим.                                         |
| ------------------------ | ------------------- | ------------ | --------------------------------------------- |
| Aarø (1925)              | Данія               | 1 426        |                                               |
| Aghios Spyridon (1905)   | Грецьке королівство | 3 338        |                                               |
| Amsco (1920)             | Велика Британія     | 4 627        |                                               |
| Asiatic (1923)           | Велика Британія     | 3 741        |                                               |
| Astra (1919)             | Норвегія            | 2 164        |                                               |
| Auretta (1935)           | Велика Британія     | 4 564        |                                               |
| Avra (1935)              | Грецьке королівство | 4 652        |                                               |
| Balduin (1921)           | Норвегія            | 1 164        | перейшов з конвою HX 65/HX 66                 |
| Balla (1923)             | Норвегія            | 2 565        |                                               |
| Baron Cawdor (1935)      | Велика Британія     | 3 638        | перейшов з конвою HX 67                       |
| Borgholm (1922)          | Норвегія            | 1 557        |                                               |
| Brabo (1899)             | Бельгія             | 3 658        |                                               |
| Brandenburg (1910)       | Велика Британія     | 1 473        |                                               |
| Canford Chine (1917)     | Велика Британія     | 3 364        |                                               |
| Clare Lilley (1917)      | Велика Британія     | 3 738        |                                               |
| Empire Eagle (1919)      | Велика Британія     | 5 582        |                                               |
| Fairwater (1928)         | Велика Британія     | 4 108        |                                               |
| Flaminian (1917)         | Велика Британія     | 2 711        |                                               |
| Galatea (1912)           | Норвегія            | 1 151        |                                               |
| Grelhead (1915)          | Велика Британія     | 4 274        |                                               |
| Gro (1917)               | Норвегія            | 4 211        | 7 вересня потоплено U-47                      |
| Gudrun (1919)            | Норвегія            | 1 128        |                                               |
| Harbledown (1933)        | Велика Британія     | 5 414        | приєднався пізніше, перейшовши з конвою HX 68 |
| Harpoon (1920)           | Велика Британія     | 5 964        |                                               |
| Havtor (1930)            | Норвегія            | 1 524        | перейшов з конвою HX 68                       |
| Ingerfire (1905)         | Норвегія            | 3 835        |                                               |
| José de Larrinaga (1920) | Велика Британія     | 5 303        | 7 вересня потоплено U-47                      |
| Kellwyn (1920)           | Велика Британія     | 1 459        |                                               |
| Keynor (1914)            | Велика Британія     | 1 806        | перейшов з конвою SC 1                        |
| Lanark (1923)            | Велика Британія     | 1 904        | перейшов з конвою HX 67                       |
| Lifland (1920)           | Данія               | 2 254        |                                               |
| Måkefjell (1932)         | Норвегія            | 1 567        |                                               |
| Mapleton (1909)          | Велика Британія     | 1 782        | перейшов з конвою HX 66                       |
| Mardinian (1919)         | Велика Британія     | 2 434        | 9 вересня потоплено U-28                      |
| Mariston (1924)          | Велика Британія     | 4 557        |                                               |
| Matronna (1902)          | Грецьке королівство | 2 846        | перейшов з конвою HX 65                       |
| Mijdrecht (1931)         | Нідерланди          | 7 493        |                                               |
| Mount Pelion (1917)      | Грецьке королівство | 5 655        |                                               |
| Neptunian (1925)         | Велика Британія     | 5 155        | 7 вересня потоплено U-47                      |
| Nesttun (1917)           | Норвегія            | 1 271        |                                               |
| Pendeen (1923)           | Велика Британія     | 4 174        |                                               |
| Possidon (1909)          | Грецьке королівство | 3 840        | 9 вересня потоплено U-47                      |
| Ruth I                   | Норвегія            | 3 531        |                                               |
| Senta (1917)             | Норвегія            | 3 785        |                                               |
| Shaftesbury (1923)       | Велика Британія     | 4 284        |                                               |
| Sherbrooke (1922)        | Велика Британія     | 1 929        |                                               |
| Siak (1930)              | Норвегія            | 1 150        |                                               |
| Skrim (1917)             | Норвегія            | 1 902        |                                               |
| Stornest (1921)          | Велика Британія     | 4 265        |                                               |
| Theoskepasti (1911)      | Грецьке королівство | 3 726        |                                               |
| Tovelil (1925)           | Велика Британія     | 2 225        |                                               |
| Uskbridge (1940)         | Велика Британія     | 2 715        | перейшов з конвою HX 65                       |
| Yorkmoor (1925)          | Велика Британія     | 4 457        | перейшов з конвою HX 66                       |
| Zurichmoor (1925)        | Велика Британія     | 4 455        |                                               |

### Кораблі ескорту
| Назва         | Прапор                                  | Тип корабля                                | Прим.               |
| ------------- | --------------------------------------- | ------------------------------------------ | ------------------- |
| Apollo        | Військово-морські сили Канади           | допоміжне озброєне судно                   | 7-10 вересня        |
| Berwickshire  | Військово-морські сили Великої Британії | допоміжне озброєне судно                   | 7-10 вересня        |
| «Ловестофт»   | Військово-морські сили Великої Британії | шлюп типу «Грімсбі»                        | 7-10 вересня        |
| «Перівінкл»   | Військово-морські сили Великої Британії | корвет типу «Флавер»                       | 7-8 вересня         |
| HMCS Reindeer | Військово-морські сили Канади           | допоміжне озброєне судно                   | 25 серпня           |
| «Скарборо»    | Велика Британія                         | шлюп типу «Гастінгс»                       | 25 серпня-9 вересня |
| «Скімітар»    | Військово-морські сили Великої Британії | ескадрений міноносець типу «S»             | 9-10 вересня        |
| «Скина»       | Військово-морські сили Канади           | ескадрений міноносець типу «A»             | 7-8 вересня         |
| «Весткотт»    | Військово-морські сили Великої Британії | ескадрений міноносець «Адміралті» типу «W» | 7-11 вересня        |

## Підводні човни Крігсмаріне, що брали участь в атаці на конвой
| Назва | Тип       | Командир                                     | Результати атаки                                                                 | Прим. |
| ----- | --------- | -------------------------------------------- | -------------------------------------------------------------------------------- | ----- |
| U-28  | VII A     | капітан-лейтенант Гюнтер Кунке               | 9 вересня потопив Mardinian                                                      |       |
| U-47  | VII B     | капітан-лейтенант Гюнтер Прін                | 7 вересня потопив Neptunian, José de Larrinaga і Gro, 9 вересня потопив Possidon |       |
| U-65  | типу IX B | капітан-лейтенант Ганс-Герріт фон Штокгаузен | не брав участі в атаках                                                          |       |